# Robbie Hutton
Pour les articles homonymes, voir Hutton.
Pas d'image ? Cliquez ici

a Compétitions nationales et continentales officielles uniquement.

Robert John Hutton, plus connu sous le nom de Robbie Hutton, né le 11 septembre 1972 à Londres, est un joueur de rugby à XV anglais évoluant au poste de troisième ligne aile. En fin de carrière, il se reconvertit comme entraîneur, portant la double casquette joueur-entraîneur lors de ses dernières saisons passées au Stade domontois

## Biographie
Né à Londres, Robbie Hutton découvre le rugby à l'âge de 7 ans à Richmond, une ville de la banlieue londonienne. Après avoir porté les couleurs du Havant RFC lors de la saison 1996-1997, il intègre le club le Richmond FC, avec qui il vit la montée en Premiership en 1997 aux côtés de joueurs comme Scott Quinnell et Agustín Pichot. Il obtient alors une sélection en équipe d'Angleterre A appelée les Saxons. Le club anglais se maintient dans l'élite jusqu'en 1999 lorsqu'il quitte l'élite en raison de la mise en redressement après qu'Ashley Levett, son principal partenaire financier, a décidé de se retirer. Robbie Hutton quitte alors le club et l'Angleterre pour s'engager avec le RC Narbonne. Il y reste une saison puis rejoint le CA Brive en 2000. Il reste fidèle au club briviste lorsque celui-ci est relégué en seconde division et joue un total de 27 matchs avec le club jusqu'en 2003 lorsqu'il répond positivement à une offre du Stade domontois lui proposant une reconversion comme entraîneur à la fin de sa carrière de joueur. Il porte alors la double casquette de joueur-entraîneur dans le club où il partage le rôle d’entraîneur avec Ludovic Chambriard. Il y reste jusqu'à la saison 2006-2007 où il joue ses derniers matchs en Fédérale 1. Il quitte alors le club et devient coentraîneur du RC Cergy-Pontoise en compagnie de Philippe Behar. À la fin de la saison 2010-2011, le RCACP est relégué en Fédérale 2 dans un premier temps, puis en division honneur régional en raison d'un déficit financier, Hutton rejoint le MLSGP 78, club de rugby des communes de Maisons-Laffitte, Saint-Germain et Poissy évoluant en Fédérale 2,. Robbie Hutton rejoint le club de rugby du CLOCA Achères en 2014, club en 3e série avec un objectif à moyen terme de remontée en promotion d'honneur.  L'année 2014-2015 s'achève avec un titre de champion d’île de France 3e série et une montée en 2e série pour la saison 2015-2016.

## Palmarès
- Championnat d'Angleterre de D2 :
  - Champion (1) : 1997